# Lucy Russell
Lucy Russell (* 1972 in England) ist eine britische Schauspielerin.

## Karriere
Lucy Russell gab 1998 ihr Schauspieldebüt als Die Blondine in Christopher Nolans Following. Ihm begegnete sie im University College London, wo sie Italienisch und er Englisch studierte. 2002 wurde sie als Shooting Star des europäischen Films ausgezeichnet. 

## Filmografie (Auswahl)
- 1998: Following – Eine blutige Falle (Following)
- 2001: Die Lady und der Herzog (L’anglaise et le duc)
- 2006: Tristan & Isolde
- 2007: Angel – Ein Leben wie im Traum (Angel)
- 2009: Das Kabinett des Doktor Parnassus (The Imaginarium of Doctor Parnassus)
- 2012: Sightseers
- 2013: World War Z
- 2016: Toni Erdmann
- 2017: The Crown (Fernsehserie, 3 Folgen)
- 2017–2018: Genius (Fernsehserie, 6 Folgen)
- 2018: Vera – Ein ganz spezieller Fall (Vera, Fernsehserie, 1 Folge)
- 2019: Brexit – Chronik eines Abschieds (Brexit: The Uncivil War, Fernsehfilm)
- 2019: Judy
- 2020: Der Brief für den König (The Letter for the King, Fernsehserie, 6 Folgen)
- 2020: Rebecca
- 2020: Atlantic Crossing (Miniserie, 8 Folgen)
- 2021: Tom Clancy’s Gnadenlos (Tom Clancy’s Without Remorse)
- 2021: Brassic (Fernsehserie, 1 Folge)
- 2022: Andor (Fernsehserie, 4 Folgen)
- 2022: Trigger Point (Fernsehserie, 3 Folgen)
- 2024: The Day of the Jackal (Fernsehserie, 2 Folgen)